# Engenim d'Urre de Valentinès
Engenim d'Urre de Valentinès (fl. XII-XIII secolo) è stato un trovatore possibilmente originario di Eurre.
Ha scritto un sirventes non databile che attacca i "baroni malvagi", il quale inizia con il verso Pois pres s'en fui qe non troba guirensa. L'evidenza interna potrebbe suggerire che fosse stato un valvassore. La canzone si trova nel manoscritto cartaceo italiano del XVI secolo conosciuto come canzoniere a, dove il suo nome è scritto Engenim Durre, mentre un'altra possibile correzione di questo è En Genim, che significa "Sir Genim". 